# (8077) Hoyle
(8077) Hoyle ist ein Asteroid des mittleren Hauptgürtels, der am 12. Januar 1986 vom US-amerikanischen Astronomen Edward L. G. Bowell an der Anderson Mesa Station (IAU-Code 688) des Lowell-Observatoriums im Coconino County, Arizona entdeckt wurde.
Der Asteroid wurde am 26. Juli 2000 nach dem britischen Astronomen und Mathematiker Fred Hoyle (1915–2001) benannt, der aufgrund seines wissenschaftlichen Nonkonformismus einer der weltweit führenden Theoretiker der Astrophysik war.